# Castillo de Fürsteneck

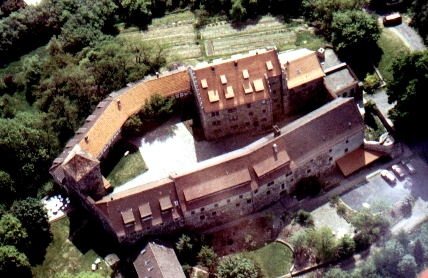
Castillo y academia Burg Fürsteneck.

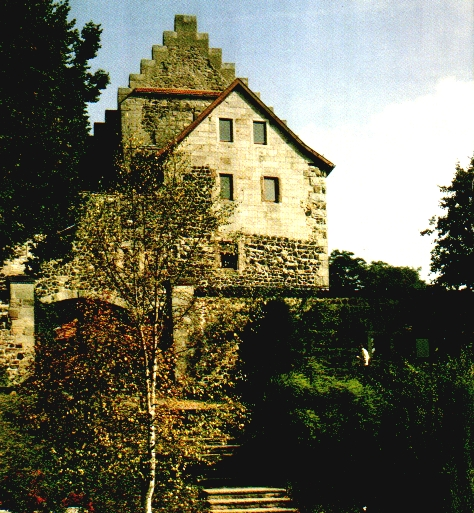
El castillo de Fürsteneck visto desde el sur.

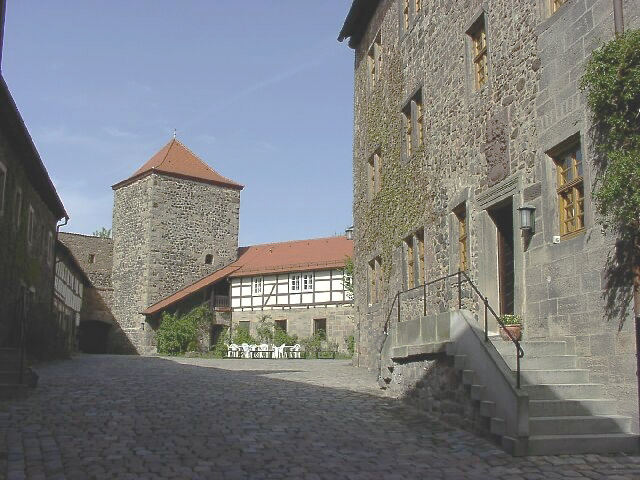
Castillo de Fürsteneck, sala interior.

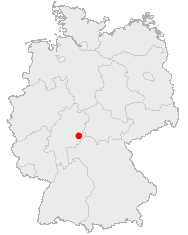
El castillo de Fürsteneck en Alemania.

El castillo de Fürsteneck se encuentra entre las ciudades de Fulda y Bad Hersfeld en la comuna de Eiterfeld, Alemania. Se levanta sobre una colina a una altitud de 406 metros.

## Historia
El castillo fue construido hacia 1250 y perteneció al monasterio de Fulda. La primera mención del castillo data del año 1309. Luego de la secularización en 1802, pasó a ser propiedad del Estado alemán de Hesse.

## Academia Burg Fürsteneck
Desde 1952 el castillo sirve como academia de educación profesional y cultural. Fue reconstruido para su uso educativo por el famoso arquitecto alemán Otto Bartning. Cerca de 3500 personas visitan cada año la academia Burg Fürsteneck para tomar parte en los cursos que allí se imparten.